# ショウビズ
『ショウビズ』（英: Showbiz）は、イギリスのロックバンドであるミューズの1作目のスタジオ・アルバム。1999年9月7日にイギリスのレーベル「テイスト・メディア」から発売。

## 制作・発売
ジョン・レッキー、ポール・リーヴとの共同プロデュースで制作され、1999年4月から5月にかけてロンドンにあるRAKスタジオとコーンウォールにあるソーミルズ・スタジオで録音された。
楽曲は1997年までにマシュー・ベラミーによってすでに作曲されており、既存の50曲ほどの中から大衆に最も受け入れられそうな楽曲を選び、アルバムが構成された。
1999年9月から10月にかけて、イギリスでテイスト・メディア、フランスでNaïve、ドイツ、ロシア、トルコ、ウクライナでMotor Music、アメリカでマヴェリック・レコーズ、ベネルクスでPIAS、日本でavex traxなど、各地域のレコードレーベルから発売された。
全英アルバムチャートで29位を記録。

## 批評
本作についてローリング・ストーン誌のNeva Chonin、ピッチフォークのBrent DiCrescenzo、NMEともにレディオヘッドとの類似性を指摘した。
プロデューサーのジョン・レッキーはレディオヘッドの1995年のアルバム『ザ・ベンズ』のプロデュースも手掛けており、レッキーはレディオヘッドとの類似性の指摘を受けて、「1990年代後半に情熱的に歌い、ギターを弾くあらゆるイギリスのバンドはレディオヘッドと比較されていた」、「レディオヘッドの後にミューズをプロデュースすることにしたのは、意図的に何か違うものを探していたからだ」と話した。

## 収録曲
| 全作詞・作曲: マシュー・ベラミー。 |                                                                      |                           |                           |      |
| #                                  | タイトル                                                             | 作詞                      | 作曲・編曲                | 時間 |
| 1.                                 | 「サンバーン - Sunburn」                                             | マシュー・ベラミー [ 15 ] | マシュー・ベラミー [ 15 ] | 3:54 |
| 2.                                 | 「マッスル・ミュージアム - Muscle Museum」                           | マシュー・ベラミー [ 15 ] | マシュー・ベラミー [ 15 ] | 4:23 |
| 3.                                 | 「フィリップ - Fillip」                                              | マシュー・ベラミー [ 15 ] | マシュー・ベラミー [ 15 ] | 4:01 |
| 4.                                 | 「フォーリング・ダウン - Falling Down」                              | マシュー・ベラミー [ 15 ] | マシュー・ベラミー [ 15 ] | 4:33 |
| 5.                                 | 「ケイヴ - Cave」                                                    | マシュー・ベラミー [ 15 ] | マシュー・ベラミー [ 15 ] | 4:46 |
| 6.                                 | 「ショウビズ - Showbiz」                                             | マシュー・ベラミー [ 15 ] | マシュー・ベラミー [ 15 ] | 5:16 |
| 7.                                 | 「アンインテンデッド - Unintended」                                  | マシュー・ベラミー [ 15 ] | マシュー・ベラミー [ 15 ] | 3:57 |
| 8.                                 | 「ウノ - Uno」                                                       | マシュー・ベラミー [ 15 ] | マシュー・ベラミー [ 15 ] | 3:37 |
| 9.                                 | 「ソバー - Sober」                                                   | マシュー・ベラミー [ 15 ] | マシュー・ベラミー [ 15 ] | 4:04 |
| 10.                                | 「エスケイプ - Escape」                                              | マシュー・ベラミー [ 15 ] | マシュー・ベラミー [ 15 ] | 3:31 |
| 11.                                | 「オーヴァーデュウ - Overdue」                                       | マシュー・ベラミー [ 15 ] | マシュー・ベラミー [ 15 ] | 2:26 |
| 12.                                | 「ヘイト・ディス＆アイル・ラヴ・ユー - Hate This and I'll Love You」 | マシュー・ベラミー [ 15 ] | マシュー・ベラミー [ 15 ] | 5:09 |
| 合計時間:                          | 合計時間:                                                            | 49:36                     |                           |      |

### 日本盤
| #         | タイトル                                                             | 作詞  | 作曲・編曲 | 時間 |
| --------- | -------------------------------------------------------------------- | ----- | ---------- | ---- |
| 10.       | 「スパイラル・スタティック - Spiral Static」                         |       |            | 4:44 |
| 11.       | 「エスケイプ - Escape」                                              |       |            | 3:31 |
| 12.       | 「オーヴァーデュウ - Overdue」                                       |       |            | 2:26 |
| 13.       | 「ヘイト・ディス＆アイル・ラヴ・ユー - Hate This and I'll Love You」 |       |            | 5:09 |
| 合計時間: | 合計時間:                                                            | 54:26 |            |      |

## シングル
1. ウノ - Uno (1999年)
全英シングルチャート73位[17]
2. ケイヴ - Cave (1999年)
全英シングルチャート52位[17]
3. マッスル・ミュージアム - Muscle Museum (1999年)
全英シングルチャート25位[17]
4. サンバーン - Sunburn (2000年)
全英シングルチャート22位[17]
5. アンインテンデッド - Unintended (2000年)
全英シングルチャート20位[17]